# عملية الروح المتجولة
كانت عملية الروح المتجولة (بالإنجليزية: Operation Wandering Soul)‏ حملة دعائية وجهد حرب نفسية نفذتها القوات الأمريكية أثناء حرب فيتنام. في محاولة لزيادة حالات الفرار والانشقاق من قوات فيت كونج وإضعاف معنوياتهم. وكان الهدف أيضًا هو إجبار أفراد الفيت كونج على ترك ساحة القتال والعودة إلى ديارهم، ما يؤدي لإضعاف أعدادهم على الجبهة.

## الحملة الحربية
مثل معظم الثقافات، تتضمن الثقافة الفيتنامية معتقدات وطقوس تظهر الاحترام للموتى. تدعو الثقافة الفيتنامية إلى الدفن اللائق ويعتقد أنه إذا لم يحدث هذا فإن روح المتوفى تستمر في التجول على الأرض وتصبح «روحًا متجولة».
يعتقد الفيتناميون أن الموتى يجب أن يدفنوا في وطنهم، وإلا فإن أرواحهم ستتجول بلا هدف في ألم ومعاناة. يعتقد الفيتناميون أنه إذا دُفن شخص بطريقة غير لائقة، فإن روحه ستظل تتجول باستمرار. يمكن في بعض الأحيان الاتصال بهم في ذكرى وفاتهم وفي مكان قريب من مكان وفاتهم. يكرم الفيتناميون هذه الأرواح الميتة في عطلة عندما تعود إلى الموقع الذي ماتت فيه. استغلت الولايات المتحدة هذا لصالحها وحاولت خداع الفيت كونج لحملهم على المغادرة بتشغيل تسجيل صوتي لأصدقائهم القتلى وهم يتجولون.

### التسجيلات الصوتية
أمضى المهندسون الأميركيون أسابيع في تسجيل أصوات غريبة وأصوات معدلة، كانت تلعب دور جنود فيت كونج القتلى. استدعى الأمريكيون جنودًا من فيتنام الجنوبية لتسجيل أصواتهم على شرائط للحصول على عمل أكثر مصداقية.
أحد الأشرطة، والذي أطلق عليه اسم «شريط الشبح رقم عشرة»، كان يتضمن موسيقى جنائزية بوذية وأصواتًا مخيفة. بالإضافة إلى ذلك، سُجلت أصوات فتاة تقول "ارجع إلى المنزل يا أبي!" وأصوات رجال تطلب منهم "العودة إلى المنزل" و"الالتقاء بأحبائكم" حتى يتمكنوا من تجنب نفس المصير الذي واجهه.

شغَّل الأمريكيون هذه الأشرطة عبر مكبرات الصوت من المروحيات القريبة من مواقع الفيت كونج. حدث هذا أثناء الليل لحرمان الفيت كونج من الراحة.
لقد ذهب جسدي. لقد مت، عائلتي. مأساوي، كم هو مأساوي! أصدقائي، أعود لأخبركم أني ميت. أنا ميت. أنا في الجحيم. … أيها الأصدقاء، ما دمتم على قيد الحياة… عودوا إلى دياركم! … اذهبوا إلى بيوتكم يا أصدقائي قبل فوات الأوان!

### النتائج
كان النجاح الإجمالي لأشرطة الأشباح مختلطًا، لأنه في حالة علم جنود فيت كونج بأنها مجرد تسجيل، فإن رد فعلهم الفوري سيكون إطلاق النار على المكان الذي يأتي منه الصوت، على الرغم من أن هذا بدوره كشف عن مواقعهم المخفية داخل الغابة. اعترف فريق الجيش الأمريكي الذي كان مسؤولًا عن عملية الروح المتجولة بأن الفيت كونج "أدركوا ما كان يحدث" لكنهم أصروا على أن العملية كانت ناجحة، على الرغم من عدم تقديم أي دليل على ادعائهم. وفي نهاية المطاف، أوقفت الولايات المتحدة برنامج Ghost 10 في أوائل سبعينيات القرن العشرين. أُعد برنامج مماثل للاستخدام في الكونغو، مع إنتاج تسجيلات لمحاكاة الآلهة المحلية الغاضبة، كشكل من أشكال السيطرة على السكان، لمحاولة ضمان عدم مغادرة السكان المحليين لقراهم، إلا أن هذا البرنامج لم يُستخدم أبدًا.